# Samaria (kraina)

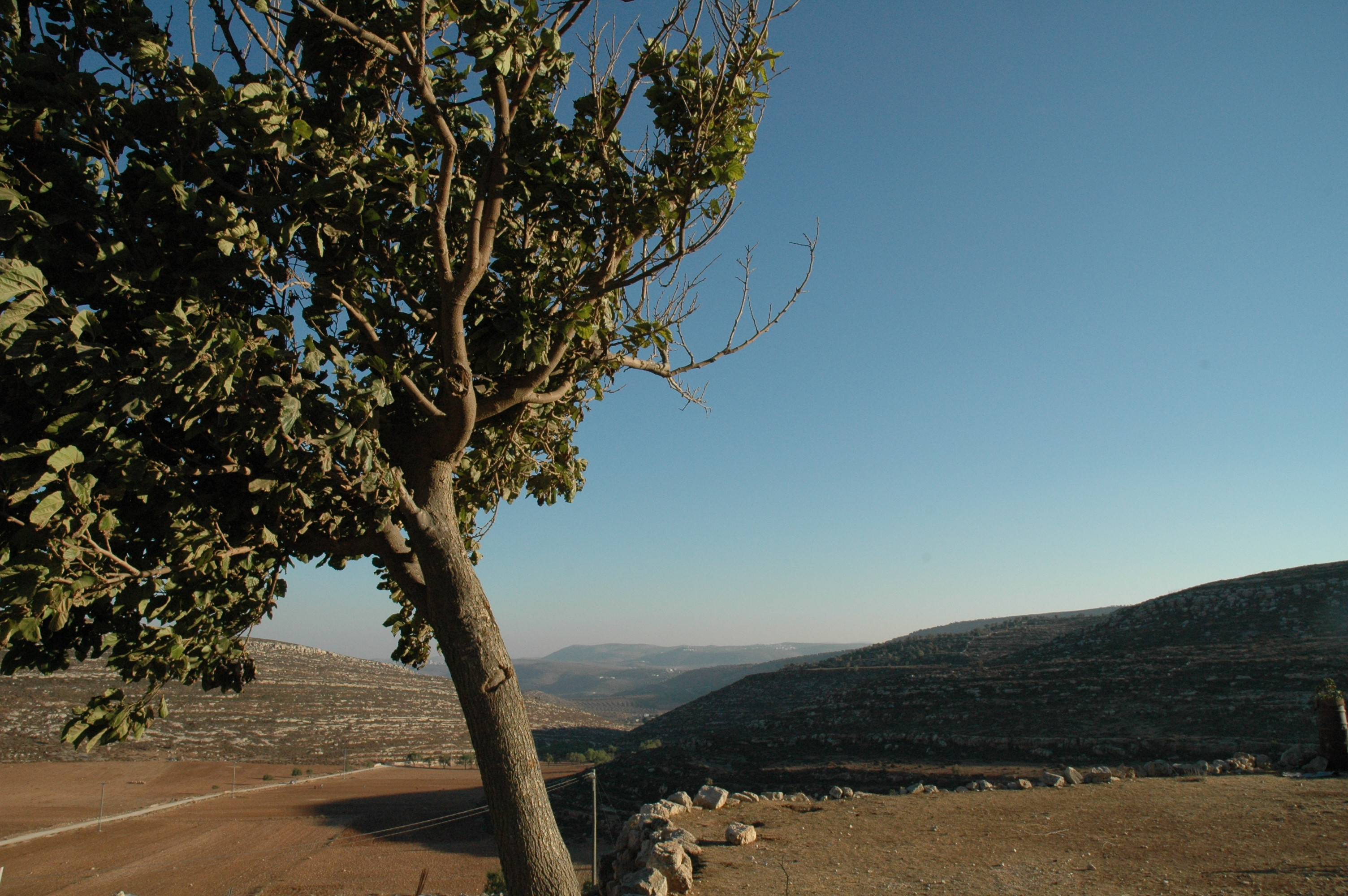
Samaria

Samaria (hebr. שומרון, Somaron; arab. سامريّون, Sāmariyyūn ) – kraina historyczna w środkowym Izraelu i w Autonomii Palestyńskiej,  między Galileą a Judeą. Nazwa określa krainę geograficzną, historyczną i polityczną.
Według podziału administracyjnego Izraela część tych ziem należy do Dystryktu Judei i Samarii, jednak w większości te tereny należą do Autonomii Palestyńskiej.

## Geografia
Na północy Samaria graniczy z Doliną Jezreel, na wschodzie z rzeką Jordan, na południu z Judeą i na zachodzie z równiną Szaron.
Wzgórza Samarii dochodzą do wysokości 800 metrów n.p.m. Góra Gerizim wznosi się na wysokość 881 m n.p.m. Jest to święta góra judaizmu oraz jedyne święte miejsce Samarytan.

## Historia
Samaria (Shomron) oznacza dosłownie „wieżę strażniczą”. W sercu gór Izraela wznosi się samotna podłużna góra, nazywana „wzgórzem Shomeron”. Izraelski król Omri (876–869 p.n.e.) kupił to wzgórze za 2 talenty srebra i wybudował na nim miasto Samaria (Shomeron), które zostało nową stolicą północnego Królestwa Izraela.
W 732 p.n.e. królestwo Izraela (Samaria) zostało uzależnione, a w roku 722 p.n.e. zajęte przez Asyrię, której zmuszone było płacić wysokie daniny. Po jednym z buntów ludności Asyryjczycy uprowadzili wielu Izraelitów, a na ich miejsce osiedlili ludność z Babilonii.
Po upadku Asyrii w 609 p.n.e. na kilka lat kraje te razem z Lewantem zostały opanowane przez wojska egipskie faraona Necho II, a następnie w 586 p.n.e. zajęte przez króla Babilonii, Nabuchodonozora II. Za opór stawiany przez stolicę Judy, Jerozolimę, miasto to zostało w 586 p.n.e. złupione, zaś ludność deportowana w niewolę babilońską.
W 332 p.n.e. wojska macedońsko-greckie Aleksandra Macedońskiego podbiły Azję Mniejszą i Samarię. Po jego śmierci Samaria znalazła się pod władzą Ptolemeuszy, a od 198 p.n.e. Seleucydów. W Samarii osiedlali się wówczas greccy żołnierze, którzy zakończyli służbę wojskową.
Podczas żydowskiego powstania Machabeuszy w 108 p.n.e. Żydzi zniszczyli miasto Samarię. W 30 p.n.e. król Herod I Wielki zmienił nazwę miasta Samaria na Augustus. Miasto było stopniowo odbudowywane.
Współczesna historia Samarii rozpoczyna się, kiedy skończyło się panowanie Turków, a rozpoczęło Brytyjczyków (jako wynik I wojny światowej).
W wyniku wojny izraelsko-arabskiej 1948 Samaria znalazła się pod okupacją Jordanii. W 1967 w wyniku wojny sześciodniowej Samaria znalazła się pod kontrolą izraelską. Jordania nazwała te tereny Zachodnim Brzegiem Jordanu. W 1994 zawarto Porozumienia z Oslo, w wyniku których Samaria weszła w skład Autonomii Palestyńskiej.
Izrael jest krytykowany za politykę osadniczą w Samarii.